# 守山パーキングエリア

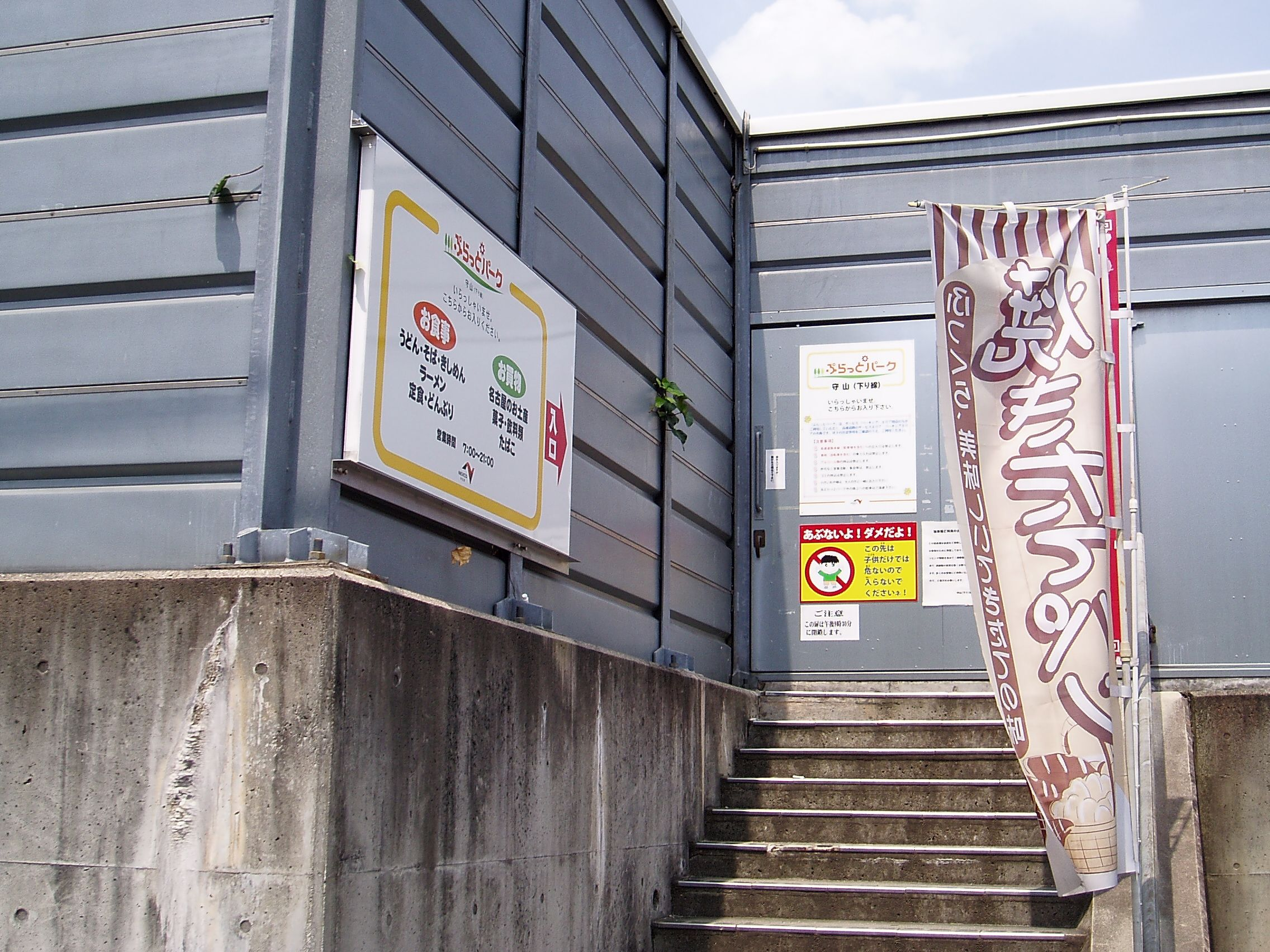
道路外からの店舗利用も可能

守山パーキングエリア（もりやまパーキングエリア）は、愛知県名古屋市守山区にある東名高速道路のパーキングエリアである。スマートインターチェンジを併設する。

## 道路
- E1 東名高速道路（21-1番）

## 施設

### 上り線（東京方面）
- 駐車場
  - 大型 - 41台
  - 小型 - 65台
- トイレ
  - 男性 - 大7（和式2・洋式5）・小13
  - 女性 - 24（和式7・洋式17）
    - 同伴の男児用 - 2

  - 車椅子用 1
- スナック（7:00 - 21:00）
- ショッピング（7:00 - 21:00）
- 自動販売機

### 下り線（大阪方面）
- 駐車場
  - 大型 - 36台
  - 小型 - 61台
- トイレ
  - 男性 - 大7（和式２・洋式5）・小13
  - 女性 - 24（和式7・洋式17）
    - 同伴の男児用 - 2

  - 車椅子用 - 1
- スナック（7:00 - 21:00）
- ショッピング（7:00 - 21:00）
- 自動販売機

## 守山スマートインターチェンジ
守山スマートインターチェンジ（もりやまスマートインターチェンジ）は、守山パーキングエリアに併設のスマートICである。スマートICのランプウェイはPAを囲む形で設置されているために相互利用はできない（別にぷらっとパーク駐車場が設けられている）。
2018年（平成30年）3月24日供用開始。利用可能車種はETC搭載の全車種で24時間運用。上下線ともに出入可となっている。
名古屋市が2006年（平成18年）12月に策定した「名古屋新世紀計画2010 第3次実施計画（案）」では、住宅都市局が所管でスマートインターチェンジを2010年（平成22年）までに整備することになっていたが、アクセス道路を建設する際に水道管を移設するといった大規模な工事が必要になったため、2011年（平成23年）は調査が行われ、新たに用地買収や工事を行うことになった。最終的に2014年（平成26年）9月の開通予定は2018年（平成30年）3月へと延期された。

## 隣
E1 東名高速道路
(21)名古屋IC - (21-1)守山PA/SIC - (22)春日井IC